# Festuca vindobonensis
Festuca vindobonensis är en gräsart som beskrevs av Jean Jacques Vetter. Festuca vindobonensis ingår i släktet svinglar, och familjen gräs. Inga underarter finns listade i Catalogue of Life.